# Cinema Research Corporation
Cinema Research Corporation (CRC) war ein amerikanisches Unternehmen für Spezialeffekte mit Sitz in Hollywood, Kalifornien, und eines der ersten, das Effekte, Trailer, Compositing und Filmtitelgestaltung unter einem Dach produzierte. Das Unternehmen war jahrzehntelang führend in der Special-Effects-Branche, bis es Ende der 1980er Jahre von Industrial Light & Magic überholt wurde. Ab 1990 konzentrierte sich CRC auf die Produktion von Titeln und Compositing und wurde in diesen Kategorien zum Branchenführer. In den zehn Jahren bis zum Tod des Geschäftsführers im Jahr 2000 lieferte CRC Titel und Compositing für mehr als 400 Produktionen.

## Geschichte
Die Cinema Research Corporation wurde 1953 von Charles Pati aus Brooklyn, New York, gegründet. Im Alter von 40 Jahren zog er nach Kalifornien mit dem Traum, in der Filmindustrie in Hollywood zu arbeiten. 1954 drehte er seinen ersten Film, The Black Pirates, für den er die Spezialeffekte entwickelte. Am Ende des Jahrzehnts besaß er das größte Studio für Spezialeffekte in Hollywood. Seine Firma, die Cinema Research Corporation, produzierte Titel, Optiken, Trailer und Spezialeffekte.
The Compound befand sich in der 6860 Lexington Avenue in Hollywood, Kalifornien. Es erstreckte sich über einen ganzen Häuserblock. CRC war ein früher Pionier auf dem Gebiet der Spezialeffekte und entwickelte sich bis zum Tod von Charlie Pati im Jahr 2000 im Alter von 86 Jahren zu einem Unternehmen, das in allen Bereichen der Vor- und Nachbearbeitung von Filmen tätig war. Zu seinen besten Zeiten war seine Firma an über 670 Hollywood-Spielfilmen beteiligt. Der Tod von Charles Pati bedeutete das Ende der Cinema Research Corporation, aber andere haben eine DBA (Doing Business As) CRC verwendet, aber keine hatte Erfolg und alle sind jetzt nicht mehr existent.

## Credits
- 1954–2000: 617 Filmcredits für Titel, Trailer und/oder visuelle Effekte, die der Cinema Research Corporation gutgeschrieben wurden, und 61 Filme, für die die Cinema Research Corporation die Spezialeffekte lieferte.[2]

## 44. Academy Awards Oscar-Gewinner
- 1971: Die Producers Service Corporation und Consolidated Film Industries sowie die Cinema Research Corporation und Research Products, Inc. für die Entwicklung und Implementierung vollautomatischer Blow-up-Kinoprintsysteme erhielten den: Preis für technische Leistungen (Klasse III)[3][4]